# Har Avihu
Har Avihu (hebreiska: הר אביהוא) är en kulle i Israel.   Den ligger i distriktet Norra distriktet, i den norra delen av landet. Toppen på Har Avihu är 282 meter över havet.
Terrängen runt Har Avihu är huvudsakligen kuperad, men åt nordväst är den platt.Runt Har Avihu är det ganska tätbefolkat, med 80 invånare per kvadratkilometer. Närmaste större samhälle är Nasaret, 2,1 km söder om Har Avihu. Trakten runt Har Avihu består till största delen av jordbruksmark.